# الدهيسة (القفر)

تعديل مصدري - تعديل

الدهيسة هي إحدى قرى عزلة بني مهدى بمديرية القفر التابعة لمحافظة إب، بلغ تعداد سكانها 46 نسمة حسب تعداد اليمن لعام 2004.